# Vesta (cantante)
Vesta Rebeka Burman (Helsinki, 20 giugno 1994) è una cantante finlandese.

## Biografia
Vesta si è diplomata alla scuola superiore di Kallio, un sobborgo di Helsinki, nel 2014. Ha iniziato a collaborare con la casa di distribuzione indipendente VILD Music nel 2014, sotto la quale ha pubblicato alcuni singoli negli anni successivi. Nel 2017 ha firmato un contratto discografico con la Etenee Records, parte del gruppo della Warner Music Finland, dove ha iniziato a lavorare al suo album di debutto con il produttore Jori Sjöroos. Il disco, intitolato Lohtulauseita, è stato pubblicato il 23 marzo 2018 e ha debuttato alla vetta della classifica settimanale degli album più venduti in Finlandia, mantenendo il primo posto per tre settimane consecutive. Ha ottenuto particolare successo il terzo singolo estratto da esso, Fakin rockstarr, che ha raggiunto il 17º posto in classifica.

## Discografia

### Album in studio
- 2018 – Lohtulauseita
- 2022 – Uskon tulevaan

### Singoli
- 2015 – Kevät
- 2015 – Anteeksi
- 2016 – Vielä1
- 2017 – Sun katu
- 2017 – Ota varovasti
- 2018 – Fakin rockstarr
- 2019 – Tuun ilman huomioo toimeen
- 2020 – Valonsäteet
- 2021 – Kunnes sammutaan (con Benjamin)
- 2021 – Ei yksin tarvii uskaltaa
- 2021 – Periodi
- 2022 – Jutelle mulle